# Clint McKay
Clint McKay (ur. 22 lutego 1983 w Melbourne) – australijski krykiecista, reprezentant kraju, praworęczny rzucający w stylu fast medium.